# Industrie in Nederland

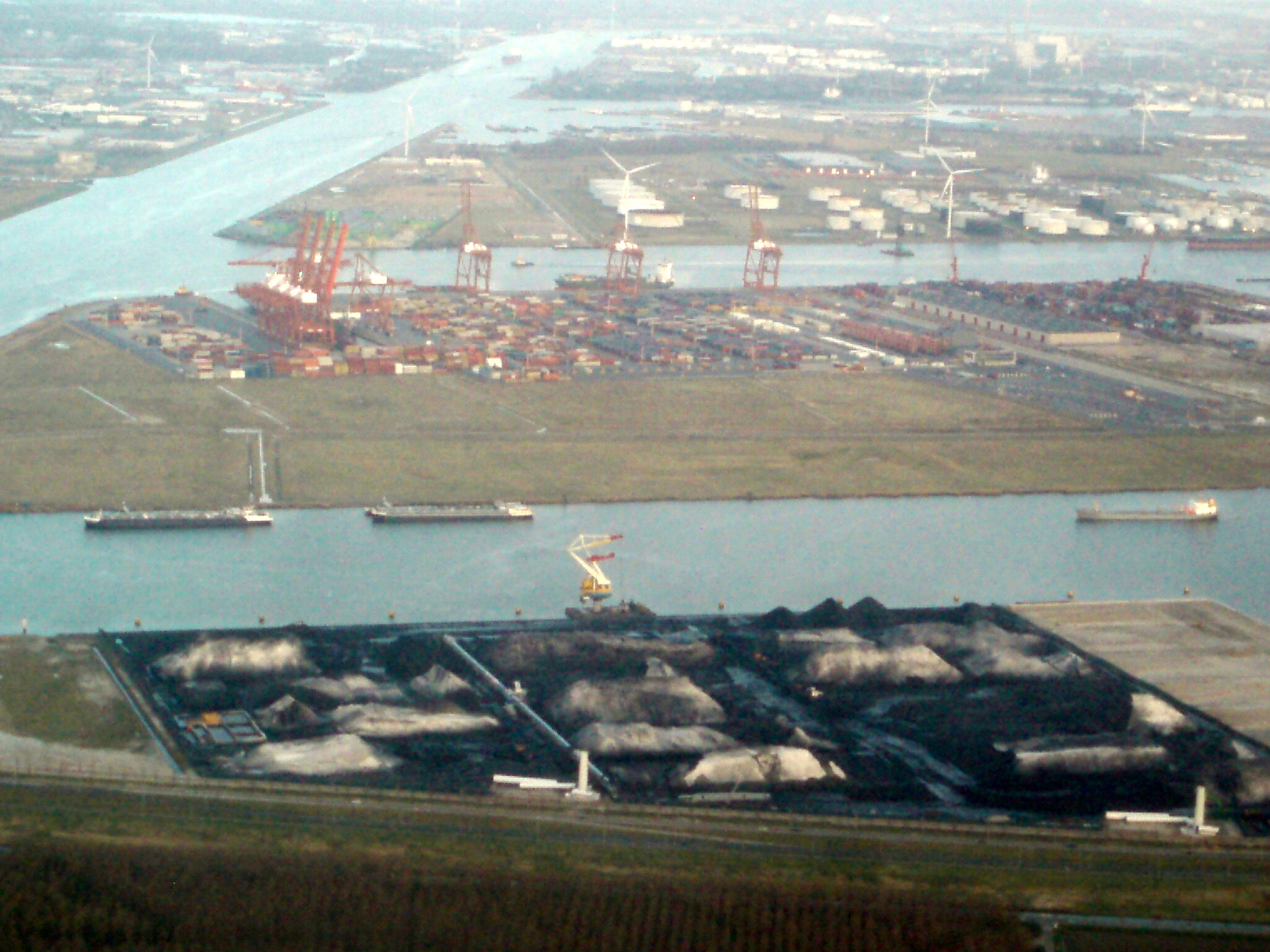
Afrikahaven in het Westelijk Havengebied, Amsterdam.

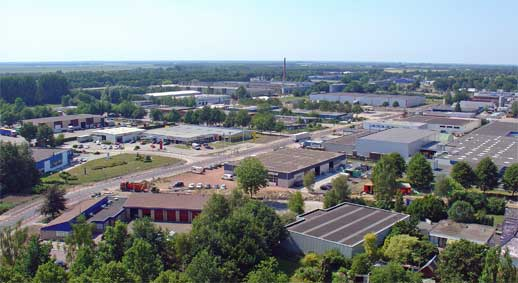
Industriegebied in Stadskanaal.

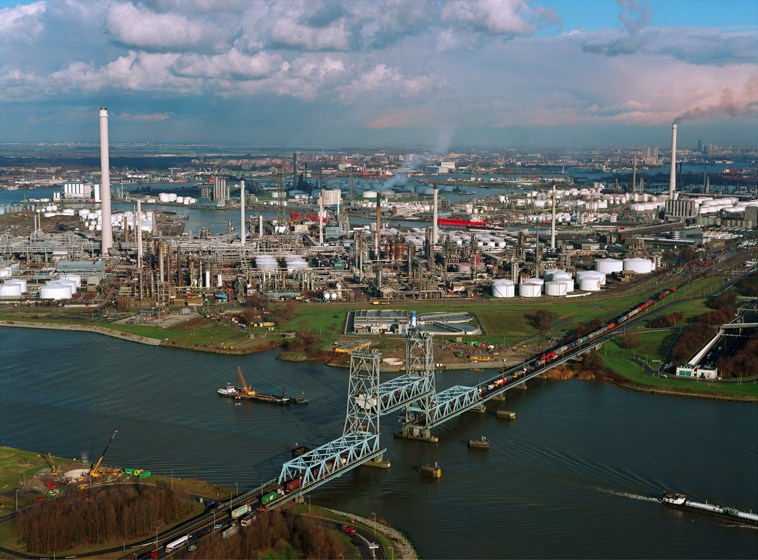
Botlekbrug en Botlekgebied.

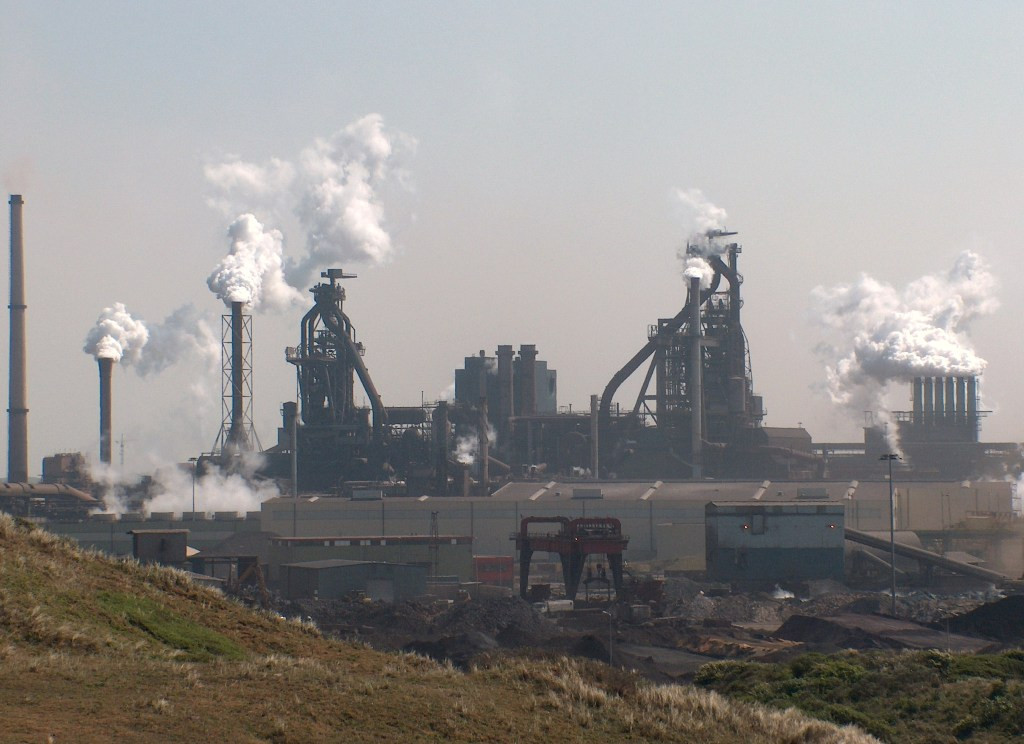
Hoogovens in IJmuiden.

De industrie in Nederland is middelgroot in Europa ten opzichte van de grootste industrie van Duitsland, Frankrijk, het Verenigd Koninkrijk, en Italië. Voedselverwerking, chemie, olieraffinage en de fabricage van elektrische apparaten zijn de belangrijkste industriële activiteiten.

## Geschiedenis
Tot in de 19e eeuw was de fabricage van goederen uit grondstoffen uitgevoerd door ambachtelijke bedrijven. Van grootschalige en gespecialiseerde productieprocessen was nog nauwelijks sprake. Tot in de 18e eeuw waren er wel onder meer eenvoudige landbouwwerktuigen, wapenfabricage, glas- en edelsteenslijperijen, weverijen, karren- en rijtuigenbouw en scheepsbouw.
De 19e eeuw bracht onder meer kinderarbeid, het stoomtijdperk en de opkomst van de fabriek met zich mee. De industrialisatie kwam in Nederland in vergelijking met de omringende landen laat op gang. De bijdrage aan het nationaal inkomen van op moderne leest gestoelde industrie was aan het begin van de 19e eeuw nog verwaarloosbaar, slechts 1,4%. In de eerste helft van de 19e eeuw bleef het kleinbedrijf (met minder dan 10 man personeel) overheersen. De industrialisatie kwam pas in de tweede helft van de 19e eeuw goed op gang.
De 20e eeuw bracht de opkomst van nieuwe industrieën, nieuwe fabricageprocessen, benzine-, diesel- en elektromotoren, automatisering, computers. Begin 20e eeuw streefde Minister Harte van Financiën naar verhoging van het invoertarief om de Nederlandse industrie te beschermen.
In het begin van de jaren 1970 leek inflatie nog een bedreiging, maar de oliecrisis van 1973 zou een schaduw werpen op het gehele decennium. Het zorgde definitief voor een einde van een groot deel van de Nederlandse industrie; DAF werd deels overgenomen door Volvo. Ook andere takken werden hard geraakt door de crisis. Een tweede crisis en een rapport wierpen een schaduw over het leven van velen. Voorspeld werd dat de olievoorraden snel zouden opraken.
Gedurende de laatste decennia zijn door delokalisatie veel productieprocessen verplaatst naar het buitenland.

## Industriegebieden
Een industriegebied is een zone die in het plan van ruimtelijke ordening aangemerkt wordt als geschikt voor grote bedrijven en (zware) industrie. Grote industriegebieden en/of steden met veel industrie zijn:
- Amsterdam (havens)
- Bergen op Zoom
- regio Breda/Tilburg
- Delfzijl
- Eemshaven
- regio Eindhoven/Helmond
- IJmuiden (Tata)
- Moerdijk
- Parkstad (Oostelijke Mijnstreek)
- Rotterdam (havens)
- Sittard-Geleen (Westelijke Mijnstreek/Chemelot)
- Terneuzen (Dow Chemical)
- Venlo
- Vlissingen-Oost (Sloegebied)
- Nijmegen haven
- Hengelo (Twentekanaal)

## Vakbonden
- Nederlandse vakbonden
  - Ambtenarenbond: Abvakabo FNV
  - Bond van metaalarbeiders
  - CNV, FNV
  - Hout- en Bouwbond
  - Werkgeversbond(en)

## Arbeidsomstandigheden
- Wettelijke bescherming (ARBO)
- Arbeidstijden (werktijdverkorting, overwerk, ploegenarbeid, deeltijd)
- Snipperdagen, vrije roosterdagen, compensatie uren
- Veiligheidsvoorschriften, milieuwetgeving

## Duurzaamheid
De Nederlandse industrie was in 2017 verantwoordelijk voor 21 procent van de Nederlandse broeikasgas-emissies. Binnen de industrie levert de chemische industrie veruit de grootste bijdrage (41 procent) aan de broeikasgasuitstoot, gevolgd door de aardolie-industrie (21 procent) en basismetaalindustrie (15 procent). Deze drie bedrijfstakken samen zijn verantwoordelijk voor 78 procent van de uitstoot door de industrie.
In het in 2019 gesloten Nederlandse Klimaatakkoord is vastgelegd dat de Nederlandse industrie in 2050 bijna klimaatneutraal zal moeten zijn, met als tussendoel een reductie van 49 procent van de emissies (een reductie van 14,3 MegaTon CO2) in het jaar 2030. In grote lijnen kan de industrie de transitie vormgeven met maatregelen als procesefficiency, energiebesparing, CCS, elektrificatie, gebruik van blauwe en groene waterstof en versnelling van de circulariteit (zoals plastics recycling, en biobased grondstoffen).
Om de reductie van emissies te bevorderen, bereidde minister Eric Wiebes in 2019 de invoering van een CO2-heffing voor de industrie voor. Deze zou in 2021 in moeten gaan.

## Publicaties
- JaapJan Brouwer en Giedo van der Zwan (2011). 'The Dutch Industrial Landscape. 50 inspiring business cases'
- Gertjan de Groot (2001). Fabricage van verschillen: mannenwerk, vrouwenwerk in de Nederlandse industrie (1850-1940). Aksant, Amsterdam.
- Ernst Hijmans en Tammo Jacob Bezemer (1948). De overgang van de Nederlandse industrie van stukfabricage op serie- en massaproductie. Nederlands Instituut voor Efficiency (59 pgs.).
- Marc de Smidt en E. Wever (1987). De Nederlandse Industrie, positie, spreiding en struktuur. Van Gorcum, Assen.
- Ruud Vreeman (1982) De kwaliteit van de arbeid in de Nederlandse industrie: vakbondsaktie en overheidsbeleid